# Звёзды (фильм, 2018)
«Звёзды» — российская трагикомедия 2018 года режиссёра Александра Новикова-Янгинова по сценарию нижневартовского драматурга Алексея Житковского. В главной роли — народный артист России Виктор Сухоруков. Фильм снят при поддержке Министерства культуры России.

## Сюжет
Главный герой, русский гражданин Узбекистана, отправляется на заработки в Москву, чтобы оплатить лечение дочери. В столице учитель русского языка Юрий Алексеевич Дербенёв вынужден работать подсобным рабочим на стройке и на рынке. Героя ждёт серьёзное испытание: предать свои ценности или спасти дочь ценой собственных убеждений.

Весь фильм — он интернациональный, экзотический, трогательный, даже присутствует высокая драма. Движение народов. Теперь я перехожу, может быть, на демагогический язык, но к нашему кино это имеет непосредственное отношение. Эти люди словно оторвались от своего берега, а к другому не причалили. Я постоянно, как попугай, повторяю эту фразу. Она заставляет меня дрожать и плакать над этой историей. — актёр Виктор Сухоруков

Самая большая ошибка в жизни после пьянства, съёмки в этом фильме. Написано одно, а получилось другое. — актёр Виктор Сухоруков

## В ролях
| Актёр               | Роль      |
| ------------------- | --------- |
| Виктор Сухоруков    | Юрий      |
| Сейдулла Молдаханов | Хаджа     |
| Амаду Мамадаков     | Батыр     |
| Георгий Пицхелаури  | Серик     |
| Игорь Гаспарян      | Абдулла   |
| Маруф Атаджонов     | дед Хасан |
| Джон Баханбаев      | Сабир     |
| Елена Сачук         | Марина    |
| Алеся Гузько        | Наташа    |